# Ivans barndom
Ivans barndom (russisk: Ива́ново де́тство, translit.: Ivanovo detstvo) er en sovjetisk spillefilm fra 1962 produceret af Mosfilm og instrueret af Andrej Tarkovskij. Filmens manuskript er skrevet af Mikhail Papava, Andrej Kontjalovskij og en ukrediteret Tarkovskij og er baseret på Vladimir Bogomolovs novelle fra 1957 "Ivan". Filmens hovedrolle som barnet Ivan spilles af Nikolaj Burljajev og i andre roller ses Valentin Zubkov, Jevgenij Zharikov, Stepan Krylov, Nikolaj Grinko og Tarkovskijs hustru Irma Rausj.
Ivans barndom fortæller historien om den forældreløse dreng Ivan, hvis forældre blev dræbt af de invaderende tyske styrker, og hans oplevelser under 2. verdenskrig. Ivans barndom var en af flere sovjetiske film fra denne periode under det sovjetiske tøbrud, herunder Tranerne flyver forbi og Historien om en soldat, der så på de menneskelige omkostninger af krig og ikke glorificerede krigen. I et interview fra 1962 udtalte Tarkovskij, at han ved at lave filmen ønskede at "formidle alt [hans] had til krig" , og at han valgte barndommen, "fordi det er det, der står mest i kontrast til krig."
Ivans barndom var Tarkovskijs første spillefilm. Den modtog kritikerros og gjorde ham internationalt kendt. Filmen vandt Guldløven ved Filmfestivalen i Venedig i 1962 og Golden Gate-prisen ved San Francisco International Film Festival i 1962. Filmen blev også valgt som det sovjetiske bidrag til Oscaruddelingen som Bedste fremmedsprogede film, men blev ikke accepteret som en nomineret. Berømte filmskabere som Ingmar Bergman, Sergej Paradsjanov og Krzysztof Kieślowski roste filmen og citerede den som en indflydelse på deres arbejde.
Filmen havde dansk biografpremiere den 25. november 1963 i Carlton og fik repremiere i 1984 i Vester Vov Vov og igen i 1987 i Grand Teatret.

## Handling
Det meste af filmens handling er henlagt til fronten under 2. verdenskrig, hvor den Sovjetiske hær kæmper mod den invaderende tyske hær. Filmen har en ikke-lineær fortælling med hyppige flashbacks.
Efter en kort drømmesekvens vågner Ivan Bondarev, en 12-årig russisk dreng, op og krydser et krigshærget landskab til en sump og svømmer derefter over en flod. På den anden side bliver han pågrebet af russiske soldater og bragt til den unge løjtnant Galtsev, som forhører ham. Ivan insisterer på, at Galtsev skal ringe til "Nummer 51 i hovedkvarteret" og melde Ivans tilstedeværelse. Galtsev er tilbageholdende, men da han til sidst ringer, får han besked af oberstløjtnant Grjaznov om at give drengen blyant og papir for at udfærdige rapport, som vil blive givet højeste prioritet, ligesom Galtsev bliver pålagt at behandle Ivan godt. Gennem en række drømmesekvenser og samtaler mellem forskellige karakterer afsløres det, at Ivans mor og søster (og formentlig hans far, en grænsevagt) er blevet dræbt af tyske soldater. Han slap væk og sluttede sig til en gruppe partisaner. Da gruppen blev omringet, satte de Ivan på et fly. Efter flugten blev han sendt til en kostskole, men han løb væk og sluttede sig til en hærenhed under kommando af Grjaznov.
Ivan brænder for hævn og insisterer på at kæmpe ved frontlinjen. Ved at drage fordel af sin lille størrelse har han succes på rekognosceringsmissioner. Grjaznov og de andre soldater bliver glade for ham og vil sende ham til en militærskole. De opgiver deres idé, da Ivan forsøger at stikke af og slutte sig til partisanerne igen. Han er fast besluttet på at hævne sin families og andres død, såsom dem, der blev dræbt i Maly Trostenets udryddelseslejr (som han nævner, at han har set).
Et subplot involverer kaptajn Kholin og hans aggressive tilnærmelser mod en smuk hærsygeplejerske, Masja, og Galtsevs egne uerklærede og sandsynligvis gengældte følelser for hende. Meget af filmen foregår i et rum, hvor betjentene afventer ordrer og taler, mens Ivan afventer sin næste mission. På væggene er ridset de sidste beskeder fra fanger, som tyskerne har dræbt. Kholin og Galtsev sender Ivan over floden en sen aftenen, og han forsvinder gennem den sumpede skov for at kæmpe mod tyskeren.
De sidste scener skifter derefter til Berlin kort efter krigsafslutningen og den sovjetiske besættelse af byen. Kaptajn Kholin er blevet dræbt. Galtsev finder et dokument, der viser, at Ivan blev fanget og hængt af tyskerne. Da Galtsev træder ind i henrettelsesrummet, viser et sidste tilbageblik fra Ivans barndom den unge dreng løbe over en strand efter en lille pige i lykkeligere tider. Det sidste billede i filmen er af et dødt træ på stranden.

## Medvirkende i udvalg
- Nikolaj Burljajev som Ivan Bondarev
- Valentin Zubkov som Kholin
- Jevgenij Zjarikov som Galtsev
- Stepan Krylov som Katasonov
- Valentina Maljavina som Masja
- Andrej Kontjalovskij som soldat

## Produktion
Ivans barndom var Tarkovskijs første spillefilm. Filmen blev indspillet to år efter hans afgangsfilm 'Katok i skripka (Damptromle og violin. Filmen er baseret på en novelle fra 1957, "Ivan", af Vladimir Bogomolov. Første udkast til manuskript blev skrevet af Mikhail Papava, men blev ændret efter kritik fra Bogomolov. Mosfilm gav manuskriptet til instruktøren Eduard Abalov, men optagelserne blev indstillet i 1960 efter at den første version af filmen havde modtaget kraftig kritik fra Kunstrådet. I juni 1961 blev projektet overdraget til Tarkovskij, der havde bedt om tilladelse til færdiggøre filmen. Indspilningerne blev genoptaget samme måned. Størsteparten af filmens scener er indspillet nær Kanev ved floden Dnepr/Dnipro i Ukraine. 
Tarkovskij indspillede filmen med filmfotografen Vadim Jusov, der også fotograferet Tarkovskijs afgangsfilm Katok i skripka. Nikolaj Burljajev havde medvirket i Andrej Kontjalovskijs afgangsfilm Maltjik i golub (da.: Drengen og duen), og Kontjalovskij anbefalede sin ven og medstuderende Tarkovskij at benytte Burljajev til hovedrollen som Ivan.

## Modtagelse og priser
Filmen modtog international anerkendelse ved sin udgivelse. Ingmar Bergman roste filmen og beskrev den som et "mirakel", og Jean-Paul Sartre skrev en længere artikel, hvori han imødegik kritik af filmen i en almeldelse i den italienske avis L'Unità, hvori Satre bekrev filmen som en af de smukkeste han nogensinde havde set. Tarkovskij, der ikke anså filmen som en af sine bedste, fortalte senere i et interview, at han var enig i den italienske kritik, og at Satres forsvar for filmen var "for filosofisk og spekulativt". Instruktørerne Sergej Paradsjanov og Krzysztof Kieślowski roste filmen og at den havde inspireret deres arbejder. På filmsitet Rotten Tomatoes har filmen en "approval rating" på 100% og gennemsnitlig bedømmelse på 8,9/10. 
I forbindelse med udgivelsen af en digital restaureret udgave i 2016 kaldte den britiske avis The Independent filmen "den mest lyriske krigsfilm nogensinde".
Kommercielt blev filmen også en succes og solgte 16,7 millioner billetter i USSR.
Filmen modtog i 1962 Guldløven ved Filmfestivalen i Venedig (sammen med Valerio Zurlinis Brødrene), og Tarkovskij modtog en Golden Gate Award for bedste instruktør ved San Francisco International Film Festival. Filmen blev også indstillet til USSR's bidrag til en Oscar for bedste fremmedsprogede film, men blev ikke nomineret.